# حوزه انتخابیه چهارم مریلند
حوزه انتخابیه چهارم مریلند یک حوزه انتخابیه مجلس نمایندگان آمریکا است که در ایالت مریلند قرار دارد.